# Richard Osvald
Richard Osvald, též František Richard Osvald (3. října 1845 Hodruša-Hámre – 14. dubna 1926 Trnava), byl slovenský a československý římskokatolický kněz, novinář, publicista, předseda Matice slovenské a politik, meziválečný senátor Národního shromáždění ČSR za Slovenskou ľudovou stranu (od roku 1925 Hlinkova slovenská ľudová strana).

## Biografie
Vystudoval střední školu v Trnavě, kde ho tamní učitel Chovanec zapálil pro slovenský jazyk. Slovenskému jazyku se věnoval i v kněžském semináři. Během svého života napsal řadu spisků, novinových článků a náboženských knih.
Působil jako redaktor a organizátor literárního života. Byl čestným předsedou Spolku svatého Vojtěcha. Po Andrejovi Radlinském převzal vedení redakce Katolických novin. Byl spolupracovníkem Andreje Kmetě. Jako kaplan působil v 70. letech 19. století ve Starém Tekově a Vráblích.
V parlamentních volbách v roce 1920 získal senátorské křeslo v Národním shromáždění. Zvolen byl na společné kandidátce Slovenské ľudové strany a celostátní za Československé strany lidové. V roce 1921 ovšem slovenští poslanci vystoupili ze společného poslaneckého klubu a nadále již fungovali jako samostatná politická formace. Mandátu se vzdal roku 1921. Místo něj jako náhradník nastoupil do senátu Jozef Barinka.
Profesí byl generální arcibiskupský vikář v Trnavě. Tuto funkci zastával v letech 1919-1922. Šlo o nejvyššího církevního hodnostáře na té části území Ostřihomské arcidiecéze, která byla začleněna do Československa. V letech 1919-1926 byl také předsedou Matice slovenské. Podle jiného zdroje byl spolupředsedou Matice slovenské.
Zemřel v dubnu 1926.